# Глиняное (Сумский район)
Глиняное (укр. Глиняне) — село,
Степановский поселковый совет,
Сумский район,
Сумская область,
Украина.
Код КОАТУУ — 5924755801. Население по переписи 2001 года составляло 54 человека.

## Географическое положение
Село Глиняное находится на левом берегу реки Сумка,
выше по течению на расстоянии в 3 км расположено село Новосухановка,
ниже по течению на расстоянии в 0,5 км расположен пгт Степановка,
на противоположном берегу — село Белоусовка.
По селу протекает пересыхающий ручей с запрудой.
Рядом проходят автомобильная дорога Р-61 и 
железная дорога, станция Головашевка в 2-х км.